# Djibril – The Devil Angel 4
Jiburiru - The Devil Angel 4 (魔界天使ジブリール Makai Tenshi Jiburīru 4?) es un Videojuego Erótico bajo el nombre de Makai Tenshi Djibril 4, que fue creado por Front Wing. A diferencia de sus predecesoras esta no ha sido adaptada al anime y añadieron nuevos personajes dejando atrás los otros excepto a Loveriel, el ángel pervertido que en esta nueva aventura tiene que guiar a Saotome Momo, Hoshikawa Yuzuha y a Ayanokouji Aoi para luchar contra las Twin Devils, unos demonios que amenazan a su colegio con llenarla de lujuria.

## Historia
Momo, Aoi y Yuzuha compiten por ganarse el amor de Kento, un estudiante común y corriente. 
Un día investigando un rumor de un supuesto pervertido en la escuela, encuentran un monstruo con tentáculos y a dos chicas frente a él; las chicas quienes se revelan como Meimei y Maimai dicen ser demonios y ordenan al monstruo que las atrape, estando artapadas llega Loveriel quien les ayuda transformándolas en guerreras Angelicales conocidas como Djibril.
- Datos: Q5812036